# Charles Auguste de Deux-Ponts
Charles Auguste de Deux-Ponts (1784-1812) est un officier de l'armée bavaroise. Officier de la Grande Armée, il est tué au cours de la campagne de Russie.

## Biographie
Petit-fils du duc Christian IV de Deux-Ponts-Birkenfeld et de la comtesse de Forbach, fils du comte de Forbach Philippe Guillaume de Deux-Ponts (1754–1807) et d'Adélaïde de Polastron (1760-1795), Charles Auguste de Deux-Ponts est issu d'une branche morganatique de la Maison de Wittelsbach qui règne sur le Palatinat et la Bavière. 
Il voit le jour à Forbach, le 21 janvier 1784. Après la Révolution, sa famille se réfugie dans un premier temps à Deux-Ponts, puis à Munich, capitale de l'Electorat de Bavière. Charles Auguste de Deux-Pont s'engage dans l'armée bavaroise, en 1799. Leutnant, sous-lieutenant, au 4e régiment de chevau-légers royal bavarois (de), il est promu rittmeister, capitaine de cavalerie, en 1806.
Devenue un royaume grâce à l'empereur des Français, la Bavière est une alliée de la France. Le roi Maximilien Ier de Bavière a donné sa fille aînée en mariage à Eugène de Beauharnais, fils adoptif de l'empereur. La comtesse de Forbach entretient des relations amicales avec l'impératrice des Français et sert la arrière de ses enfants et petits-enfants. Elle meurt en 1807.
Affecté au 1er régiment de chevau-légers royal bavarois (de) en 1812, le baron de Deux-Ponts prend part à la campagne de Russie, comme commandant. Au cours de la bataille de Borodino le 7 septembre 1812, son supérieur, le colonel Gustav von Sayn-Wittgenstein est tué. Charles Auguste de Deux-Ponts prend le commandement du régiment, attaque à plusieurs reprises, avant de prendre une balle dans l'estomac. Dans son rapport, le général Jean-Baptiste Dommanget, qui fut lui-même sévèrement blessé au cours de la bataille, fait l'éloge de sa force et de la détermination de l'officier tombé au champ d'honneur à l'âge de 28 ans. Transporté à Moschaisk, Charles Auguste de Deux-Ponts décède finalement de ses blessures, le 5 octobre 1812. Il fut inhumé avec les honneurs militaires.